# Koch
Koch er et tysk efternavn. Det er et efternavn afledt af et erhverv som kok.
Kendte personer med dette efternavn omfatter:
- Bent A. Koch (1928−2010), dansk frihedskæmper
- Bodil Koch (1903−1972), dansk politiker og minister
- Carl Koch (politiker) (1819−1885), dansk godsejer og politiker
- Carl Koch (præst) (1860−1925), dansk valgmenighedspræst
- Carsten Koch (1945), dansk politiker og minister
- Caspar Koch (1946), dansk skuespiller, instruktør og dramatiker
- Christiane Gjellerup Koch (1966), dansk skuespiller
- Edward Koch (1924–2013), amerikansk jurist, politiker og politisk kommentator
- Eik Koch (1914–1982), dansk skuespiller og sanger
- Eva Koch (1953), dansk videokunstner
- Freddy Koch (1916–1980), dansk skuespiller
- Fritz Koch (1857–1905), dansk arkitekt
- Gabriel Koch (1858–1922), dansk biskop
- George Koch (1827–1914), dansk politiker og borgmester
- Hal Koch (1904–1963), dansk teolog og kirkehistoriker
- Hans Koch (arkitekt) (1873–1922), dansk arkitekt
- Hans Koch (præst) (1867–1949), dansk præst
- Henriette Koch (1985), dansk sejlsportskvinde
- Hermann Koch (1878–1941), dansk præst
- Jesper Koch (kok) (1974), dansk kok
- Johan Peter Koch (1870–1928), dansk officer, topograf og grønlandsforsker
- Karl Heinrich Koch (1809–1879), tysk botaniker
- Kristian Koch (1979), dansk coach, foredragsholder og skuespiller og musiker
- Lauge Koch (1892–1964), dansk geolog og polarforsker
- Lise Koch (1938–2004), dansk håndboldspiller
- Ludvig Koch (1837–1917), dansk præst og historiker
- Ludwig Koch (maler) (1866–1934), dansk kunstmaler og illustrator
- Marita Koch (1957), tysk sprinter
- Mogens Koch (1898–1992), dansk arkitekt
- Morten Koch Nielsen (1992), dansk fodboldspiller
- Natalia Koch Rohde (1995), dansk badmintonspiller
- Nicolai Koch, dansk pianist
- Nynne Koch (1915–2001), dansk forfatter
- P.C. Koch (1807–1880), dansk redaktør og fotograf
- Peder Koch Jensen (1897–1975), dansk journalist
- Pernille Boye Koch (1970), ansk jurist og tidligere politiker
- Peter Koch (1905−1980), dansk arkitekt
- Robert Koch (1843–1910), tysk læge og bakteriolog
- Robin Koch (1996), tysk fodboldspiller
- Roland Koch (1958), tysk politiker (CDU)
- Søren Koch (1932–2012), dansk arkitekt og lektor
- Valdemar Koch (1852–1902), dansk arkitekt og kommunalpolitiker